# Балагуров, Алексей Кузьмич
Алексей Кузьмич Балагуров — советский хозяйственный, государственный и политический деятель.

## Биография
Родился в 1933 году в селе Туров. Член КПСС с 1961 года.
Образование высшее (окончил горно-механический факультет Томского политехнического института, Хабаровское отделение Заочной ВПШ при ЦК КПСС).
- В 1955—1962 гг. — горный мастер, начальник участка, заместитель, помощник главного инженера шахты треста «Сучануголь» Приморского края.[1]
- В 1962—1978 гг. — секретарь партбюро шахты, секретарь Сучанского горкома КПСС, заместитель заведующего, заведующий отделом промышленности Приморского краевого комитета КПСС.[1]
- В 1978—1988 гг. — заведующий сектором отдела организационно-партийной работы ЦК КПСС.[1]
- В 1988—1990 гг. — 1-й секретарь Мурманского обкома КПСС.[1]

Делегат XXIV съезда КПСС.
Живёт в Москве.